# 念持仏
念持仏（ねんじぶつ）は、個人が身辺に置き私的に礼拝するための仏像。多くは像高40-50センチ程度の木彫像や金銅像であり、次のようにも呼ばれる。
- 持仏[2]
- 枕本尊（まくらほんぞん） - 枕元に置かれることから[4]
- 内仏（うちぼとけ） - 僧侶が私的に礼拝するもの[1]
- 陣仏（じんぼとけ） - 戦乱の折に陣中で護持したことから[2]
- 守本尊（まもりほんぞん） - 旅行中などに携行するもの[2]

小型のものは厨子や龕（がん）に安置する場合が多いが、屋内の一室を堂（持仏間）としたり、平安時代以降は邸内に独立した建物（持仏堂）を建てて大型の仏像を安置することもあった。江戸時代以降に普及した仏壇は、念持仏を安置する習慣が発展したものである。
山伏が笈に入れる小仏像も念持仏の一種と考えることができる。
著名な念持仏には次のようなものがある。
- 法隆寺・橘夫人念持仏 - 橘夫人厨子に安置された、銅製の阿弥陀三尊像。光明皇后の母・橘夫人のもので[2]、日本最古の念持仏である[2][4]。国宝。
- 東大寺法華堂・執金剛神像 - 良弁の念持仏と伝えられる[5]。
- 金剛峯寺・諸尊仏龕 - 弘法大師が唐から持ち帰り枕本尊としたもの[2]。国宝。
- 増上寺・黒本尊 - 徳川家康が守護念持仏とした阿弥陀如来像。

現在、各地の寺で客仏とされている小木彫仏・小金銅像には、もともと念持仏として私的に使われていたものも少なくないとみられる。

## ギャラリー

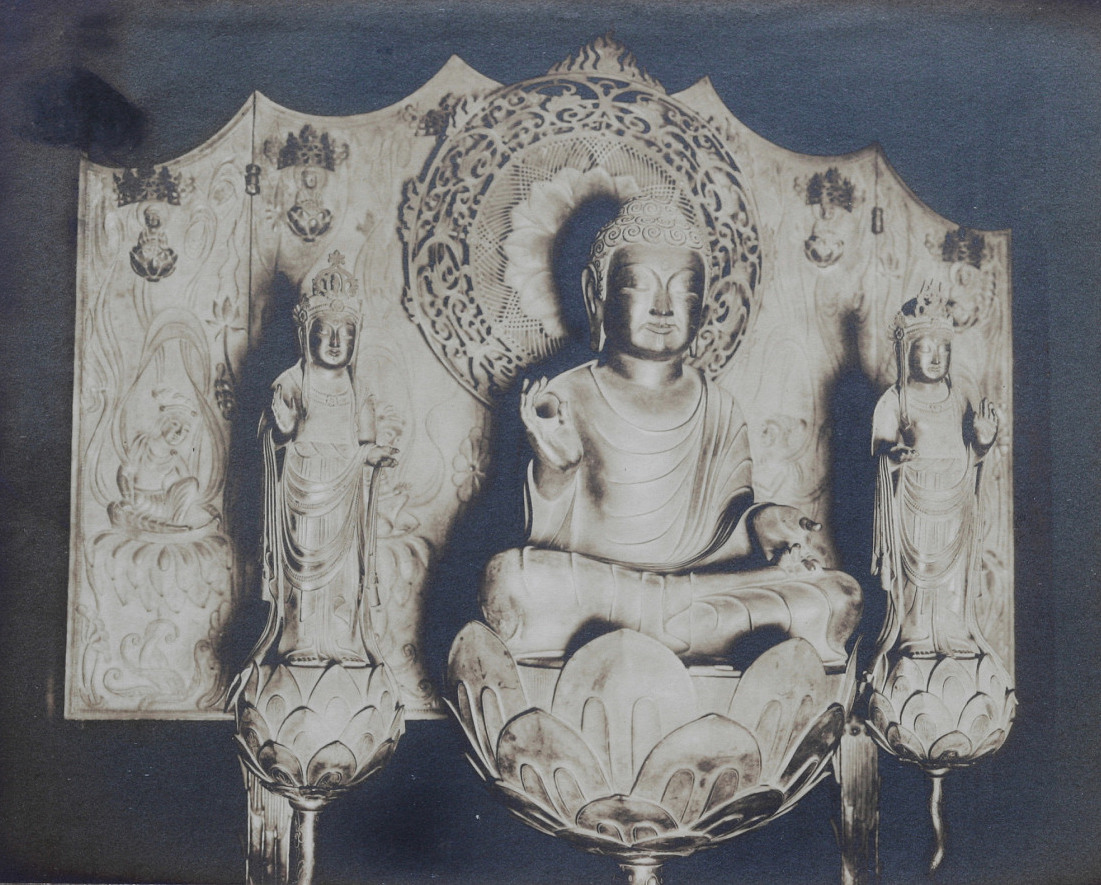
橘夫人念持仏（法隆寺）
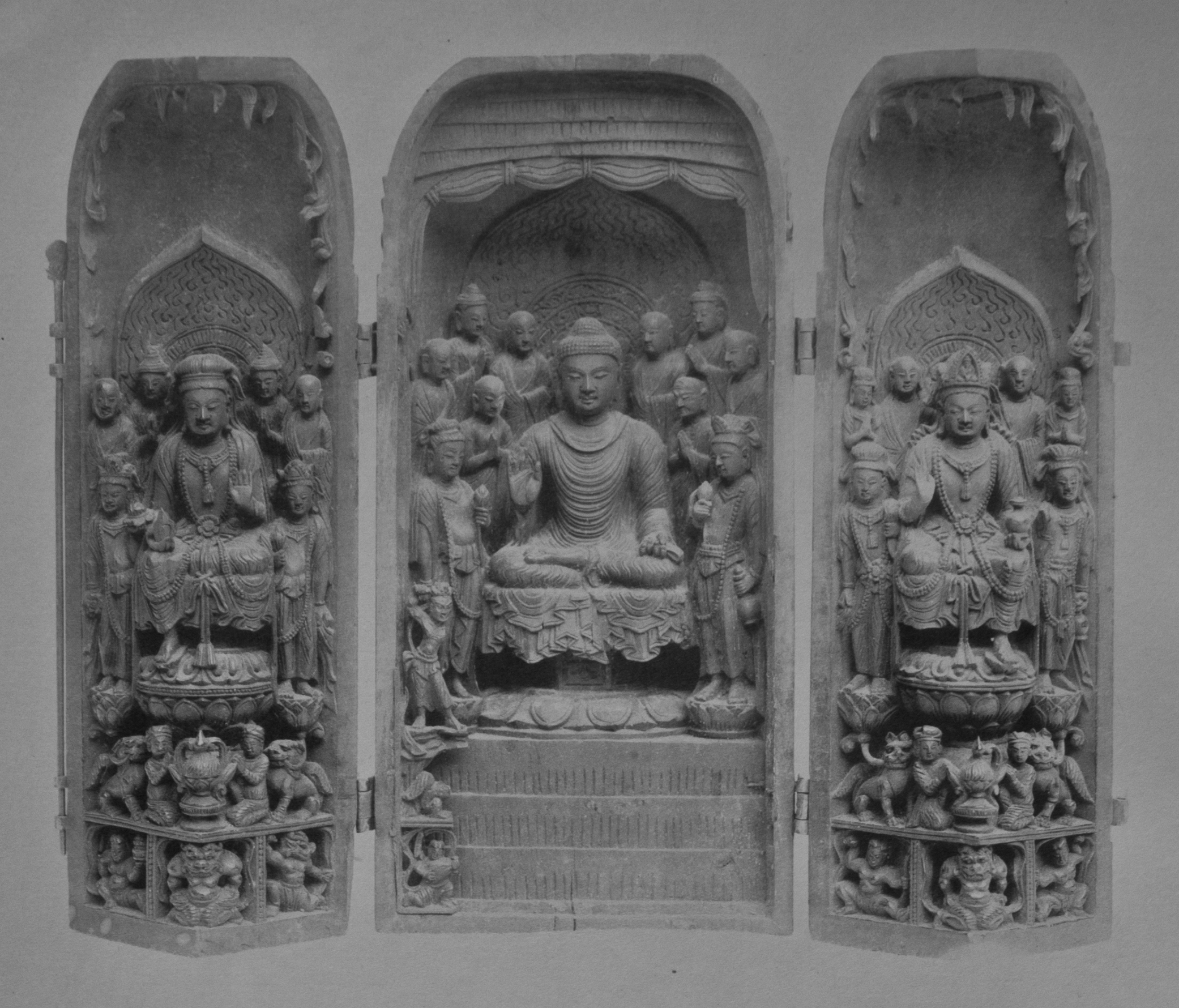
諸尊仏龕（金剛峯寺）